# CorelDRAW
CorelDRAW（コーレルドロー）は、コーレル株式会社が開発、販売するベクトル画像編集ソフトウェアである。

## 概要
1985年に、マイケル・コープランド博士が、インテルベースのDTPシステムを販売するためにCorelを設立。1987年にエンジニアであるミシェル・ブイヨンとパット・バーンを雇用し、プロジェクト発足、1989年に発売したのがCorelDRAWである。
ベクトルデータを扱うDTPソフトであり、ベジェ曲線や図形、写真等を駆使してポスターや小冊子、企画書などを作成する用途によく使われる。
対応プラットフォームはWindows、MacOS。Mac向けは2001年のバージョン11を最後に長らく発売されていなかったが、2019年におよそ18年ぶりのMacOS版としてバージョン2019がリリースされた。Linux版もバージョン9までは販売されていたが、現在は販売されていない。
Ver.1の開発コードネームは「Waldo（ウォルドー）」といい、帽子をかぶったその名の男性がマスコットキャラクターであった。パッケージデザインとソフト起動時の画面には、もともとコーレルのシンボルマークでもあった気球が用いられていたが、Ver.8から女性やペンなどに変わり、2006年に発売されたVer.X3は「カルロス君」というカメレオン（尻尾が渦を巻いており、徐々にベクトル画像になっているもの）になったりしたが、Ver.X4で再び気球になり、バージョン2018でもパッケージには気球が描かれている。
同種のソフトとしてAdobe Illustrator、日本では花子などがある。

## 特徴
CorelDRAWの特徴として以下が挙げられる。
- DXF (AutoCAD)形式やAI (Illustrator)形式など、幅広い形式の入出力が可能。
- 単体で表計算が出来ない代わりに、Excelのページを埋め込むことが可能。
- 尺度を表す際に便利な寸法線ツールが搭載されている。（Illustratorでは標準搭載ではない）
- Excelの感覚でページを増やすことが出来る（Illustratorはアートボードを設定しなければならない）
- Illustrator形式(.AI)の入出力に対応している。
- 毎月コストがかかるIllustratorに比べ、買い切りのため長期で見る場合に安価である。
- Windows専用ソフトウェアであり、右クリックメニューが豊富。基本作業はクリックで完結できる。
- Illustratorと違い、市販されているプラグインが少なく、近年日本では解説書が出版されていない。

（その代わり、5時間以上の解説動画や、小冊子[スタートガイド]が同梱されている）
- Illustrator、Microsoft Visio、G.crewなどの他社類似製品、Corel製品を所持している場合は「特別優待版」でより安く買うことができる。
- Ver.4以降、TrueTypeフォントを作成できるようになった。但し、プログラムの中でまだカーニング組の作成の調整ができない。

## バージョン遍歴
バージョンX3（2006年8月4日）
40以上の新機能の追加
- 星形・多角形ツール、スマート塗りつぶしツール、ベベル効果、切り抜きツール、境界線の作成、インタラクティブなテキストパスの結合ツール、PANTONEカラーパレットの強化（印刷カラー分解時にCMYKに変換されなくなった）、オーバービュープリント（的確な印刷用オブジェクトのプレビュー）など。

バージョンX3 Plus（2007年8月3日）
最新アップデータが適用されたVista対応版。初回数量限定でオフィシャルガイドブックが付属していたり、素材大手のDesignEXchange のダウンロード優待価格サービスなどが付属されていた。
バージョンX4（2008年8月15日）
テーブルツール、ページごとのレイヤー機能、テキストのライブプレビュー（フォントをポインターで選択すると、リアルタイムで文字が変わっていく）段落テキストのミラー化
バージョンX5（2010年9月10日）
新規ドキュメントダイアログ、属性スポイトツール、イメージパレット、Bスプラインツール、直線コネクタ、丸型の角（スカラップ、丸型、面取り）、ピクセルプレビュー、カラーダイアログの強化（スポイトツールが搭載、16進数カラー値で選択可能に）、「カラー校正の設定」ウィンドウ、「Webにエクスポート」ダイアログで透過PNGなどが作成しやすくなった。VSTAとの統合も行われ、ダイナミックアドインを作成できるようになった。機能強化はメッシュ塗りつぶしツール、曲線ツール、セグメント寸法線ツールなど。
バージョンX6（2012年8月24日）
Windows 8 64bitネイティブ、マルチコアCPU対応。オブジェクトプロパティのウィンドウの再構成、ベクトルデータの整形ツール（塗り付け、旋回、引き付け、反発）、クリップマスクの作成、カラーの調和（色のバランスを保ったまま別の配色を試すことができる）、カラースタイルパレット（ベクターで構成されたグループを選択し、特定の色を任意の色に変更できる。100個バラバラの赤だけを緑に変更する等が可能になった）、マスターレイヤー機能、ページ番号付け、整列ガイド（リアルタイムで変動するガイドライン）、インタラクティブフレーム、プレースホルダ　テキスト、OpenTypeのサポート
バージョンX7（2014年5月23日）
インターフェイスの一新。塗りつぶしの編集ダイアログボックス、グラデーション塗りつぶし、塗りつぶしピッカー、塗りつぶしの作成、ベクタオブジェクトのスムース化、ウィンドウ枠のカラーのカスタマイズ、作業領域、QRコード作成機能、補色の検索、オブジェクトの輪郭配置、オブジェクトスタイルのプレビューなど
バージョンX8（2016年3月16日）
リアルタイムスタイラス（RTS)の対応、オブジェクトの表示/非表示、5Kディスプレイ対応、マルチモニタ対応、Windows 10最適化、デスクトップカラーのカスタマイズ、UIの自由度の向上（アイコンサイズは最大250％）ガウスぼかしのドロップシャドウ、
バージョン2017（2017年4月12日）
LiveSketchツール（人工知能（AI）による、スケッチを正確なベクトル曲線に変更）、スタイラス機能の向上、カスタムノード（曲線、図形の各ノードタイプに一定の図形を割り当てることが可能に。）インタラクティブスライダ（透明度やブレンド、押出、ドロップシャドウ、押し出し、等高線などの作業時に便利）
バージョン2018（2018年4月20日）
対称描画モード（万華鏡・左右対称などのデザインの自動化）、ブロックシャドウツール（影をベクトルで作成）、整列／配置ノード、図形の罫線の、破線や輪郭の角の調整機能、インパクトツール（ベクトルオブジェクトとして勢いのある線を追加）、Postillzer（画像・図形からトーンのような点描画像に変換）、PhotoCocktail（画像からモザイクタイルの作成）、写真の傾き・遠近をインタラクティブに補正。ビットマップにエンベロープを適用、WordPressへのアップロード機能。
バージョン2019（2019年3月12日）
MacOSをサポート、MicrosoftストアとMac App Storeでの販売開始（サブスクリプション契約のみ）、オブジェクトウインドウの機能強化、Web用グラフィックス向けのピクセルパーフェクトなグリッド、非破壊的なピットマップ効果をベクターに適用、強化されたテンプレート機能、PDF/X-4への出力、ユーザーインターフェイスの改善、パフォーマンスの改善、ブラウザから利用可能なWebアプリ版「CorelDRAW.app」。
バージョン2020（2020年3月26日）
PowerTRACEにAIを搭載、アートスタイル効果、ベクターフェード、内側のシャドウツール、ビットマップ効果レンズ、アップサンプリングオプション（AIをつかった高解像度化）、JPEGアーチファクトの除去、Photo-Paintに非破壊効果、スマート選択マスクツール、バリアブルフォント対応、番号付きリスト、コメントドッキングウィンドウ、コラボレーションのワークフローなど。

## 統合パッケージ
2019年現在、CorelDRAWは単体での販売はされておらず「CorelDRAW Graphics Suite」のパッケージの一部として販売されている。詳しくはCorelDRAW Graphics Suiteを参照。

## 廉価版
CorelDRAW Graphics Suiteに比べ低価格（1万円台）で購入できる廉価版としてEssentials シリーズがある。Essentialsシリーズにはフォントや画像の素材などはあまりついていない。現在バージョン2024まで発表、発売されている。詳しくは、CorelDRAW Essentialsを参照。
また、CorelDRAW Graphics SuiteとCorelDRAW Essentialsの中間的な位置づけとして、Essentialsより機能削減の少ないCorelDRAW Standardも発売されている。